# Тыколаёль
Тыколаёль — река в России, протекает в Вуктыльском районе Республики Коми. Устье реки находится в 22 км по правому берегу реки Козлаю. Длина реки составляет 11 км.
Исток реки на южных склонах холма Тыколаёль (высота 114 м НУМ) в 22 км к северо-западу от города Вуктыл. Река течёт на восток, всё течение проходит по не населённой, заболоченной тундре. Именованных притоков не имеет. Ширина реки на протяжении всего течения не превышает 10 м.

## Этимология гидронима
Тыколаёль от коми тыкӧла — «старица», «заросшее озеро» и ёль — «ручей», «лесная речка».

## Данные водного реестра
По данным государственного водного реестра России относится к Двинско-Печорскому бассейновому округу, водохозяйственный участок реки — Печора от водомерного поста у посёлка Шердино до впадения реки Уса, речной подбассейн реки — бассейны притоков Печоры до впадения Усы. Речной бассейн реки — Печора.
По данным геоинформационной системы водохозяйственного районирования территории РФ, подготовленной Федеральным агентством водных ресурсов:
- Код водного объекта в государственном водном реестре — 03050100212103000062033
- Код по гидрологической изученности (ГИ) — 103006203
- Код бассейна — 03.05.01.002
- Номер тома по ГИ — 03
- Выпуск по ГИ — 0